# Rue McClanahan
Eddi-Rue McClanahan (Healdton, 21 febbraio 1934 – New York, 3 giugno 2010) è stata un'attrice statunitense.
Zia dell'attrice Amelia Kincade, è stata una veterana della televisione e ha riscosso successo a Broadway durante gli anni cinquanta.

## Biografia
Di origini scozzesi e irlandesi, iniziò la carriera nei primi anni sessanta, prendendo parte a film di secondo piano come Five Minutes to Live (1961), dove recitò a fianco di Johnny Cash, Five Minutes to Love (1963) e Walk the Angry Beach (1968). Nei primi anni settanta diventò uno dei volti più noti del piccolo schermo americano, partecipando come guest star alle serie Arcibaldo (1972), Maude (1974), dove incontrò le future compagne di lavoro Beatrice Arthur, che ne fu la protagonista, e Betty White, e Supertrain (1979). Anche durante la prima metà degli anni ottanta apparve in episodi di varie sitcom, girando anche film per la televisione.
Nel 1985 arrivò la consacrazione definitiva in Cuori senza età, che ebbe un successo mondiale e venne trasmessa in oltre 60 paesi in tutto il globo. Nella serie interpretò il ruolo di Blanche Deveraux, focosa donna del sud degli Stati Uniti, che vive in una deliziosa villetta di Miami, in compagnia di altre tre donne, sue grandi amiche, interpretate da Beatrice Arthur, Betty White e Estelle Getty e insegue tutti gli uomini che incontra. La serie proseguì per ben sette stagioni fino all'autunno del 1992. In seguito la McClanahan prese parte a La signora in giallo e Spider Man.

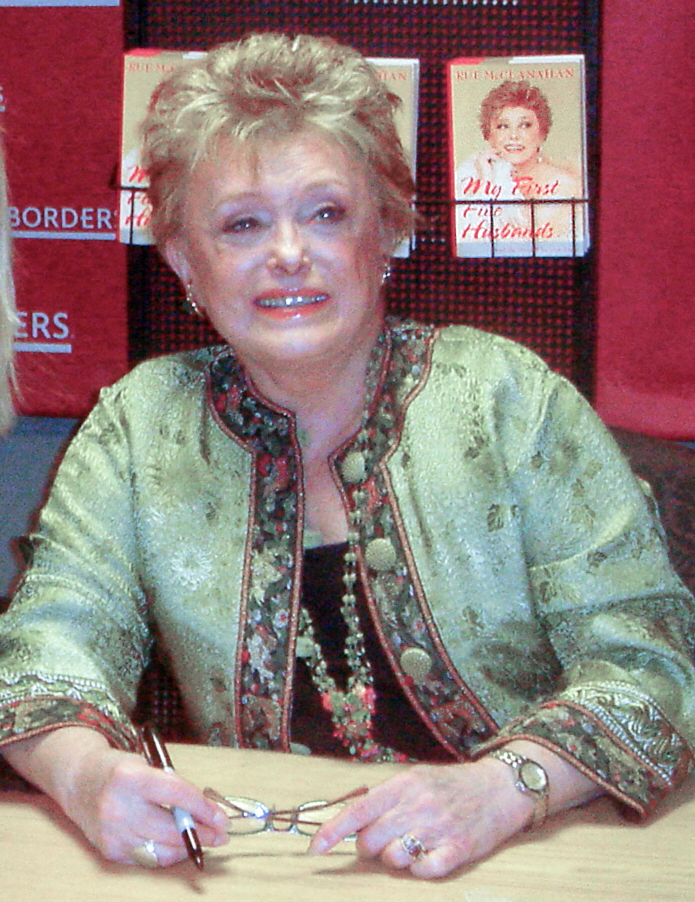
Rue McClanahan nel 2007

Nel 1997 le venne diagnosticato un cancro al seno, ma l'attrice lo sconfisse dopo cinque mesi di chemioterapia. Dalla seconda metà degli anni novanta tornò a recitare sul grande schermo: nel 1997 apparve in Gli impenitenti, a fianco di Jack Lemmon e Walter Matthau, mentre nel 1998 interpretò un'insegnante di biologia nel film di fantascienza Starship Troopers - Fanteria dello spazio e Miracle Dogs. Apparve nuovamente in TV nelle serie Colombo e Il tocco di un angelo.
Nel 2003 cantò e ballò a fianco di Beyoncé in The Fighting Temptations, film musicale di buon successo. Nello stesso anno fece un'apparizione in un episodio di Hope and Faith. Nel 2004 ricoprì il ruolo di Madame Morrible nel musical di Broadway Wicked. Ultimo suo lavoro fu il film per la TV Back to You and Me, del 2005. Nel dicembre 2006 firmò per partecipare a diversi episodi della serie Ryan's Life. Nel 2007 scrisse un libro semi-biografico (inedito per ora in Italia), My First Five Husbands. Dopo un intervento al cuore avvenuto nell'autunno 2009 e un ictus leggero nel gennaio del 2010, Rue McClanahan morì il 3 giugno 2010 all'età di 76 anni per un altro ictus.

## Vita privata
Rue McClanahan si sposò sei volte:

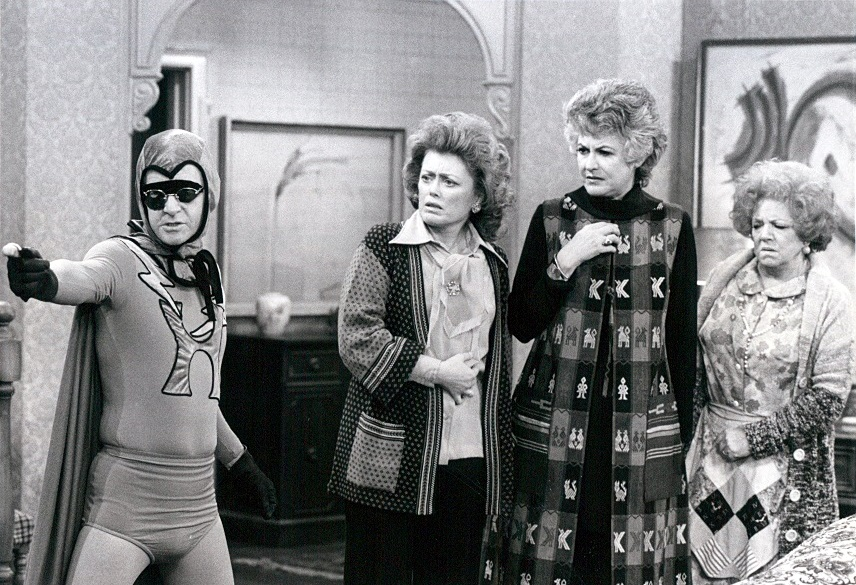
Rue McClanahan, seconda da sinistra, sul set di Maude (1977) con John Byner, Beatrice Arthur e Hermione Baddeley

- con Tom Bish, dal 1958 al 1959, dal quale ebbe l'unico figlio;
- con Norman Hartweg dal 1959 al 1961;
- con Peter Dmaio dal 1964 al 1971;
- con Gus Fisher dal 1974 al 1978;
- con Tom Keel dal 1985 al 1986;
- con Morron Wilson dal 1997 al 2010.

## Filmografia parziale

### Attrice

#### Cinema
- Five Minutes to Live, regia di Bill Karn (1961)
- L'uomo della porta accanto (The People Next Door), regia di David Greene (1970)
- Usanze d'allora (The Pursuit of Happiness), regia di Robert Mulligan (1971)
- Strani miracoli (Dear God), regia di Garry Marshall (1996)
- Gli impenitenti (Out of Sea), regia di Martha Coolidge (1997)
- Starship Troopers - Fanteria dello spazio (Starship Troopers), regia di Paul Verhoeven (1997)
- Rusty, cagnolino coraggioso (Rusty: A Dog's Tale), regia di Shuki Levy (1998)
- The Fighting Temptations, regia di Jonathan Lynn (2003)

#### Televisione
- Destini (Another World) – soap opera, 1 episodio (1964)
- Arcibaldo (All in the Family) – serie TV, episodio 3x07 (1972)
- Maude – serie TV, 115 episodi (1972-1978)
- Love Boat (The Love Boat) – serie TV, 6 episodi (1978-1984)
- La piccola grande Nell (Gimme a Break!) – serie TV, 2 episodi (1981-1984)
- La mamma è sempre la mamma (Mama's Family) – serie TV, 24 episodi (1983-1984)
- La signora in giallo (Murder, She Wrote) – serie TV, episodio 1x18 (1985)
- Cuori senza età (The Golden Girls) – serie TV, 177 episodi (1985-1992)
- La piccola fiammiferaia (The Little Match Girl), regia di Michael Lindsay-Hogg – film TV (1987)
- Il cane di papà (Empty Nest) – serie TV, episodio 1x04 (1988)
- L'uomo dall'abito marrone (The Man in the Brown Suit), regia di Alan Grint – film TV (1989)
- Cuori al Golden Palace (The Golden Palace) – serie TV, 24 episodi (1992-1993)
- Crescere, che fatica! (Boy Meets World) – serie TV, episodio 1x07 (1994)
- La legge di Burke (Burke's Law) – serie TV, episodio 1x05 (1994)
- L'amore travolgente di Margaret Mitchell (A Burning Passion: The Margaret Mitchell Story), regia di Larry Peerce – film TV (1994)
- Terra promessa (Promised Land) – serie TV, episodio 1x20 (1997)
- Colombo (Columbo) – serie TV, episodio 10x12 (1998)
- Amori e dissapori (No Reservations), regia di David S. Cass Sr. – film TV (2005)
- Law & Order - I due volti della giustizia (Law & Order) – serie TV, episodio 19x12 (2009)

### Doppiatrice
- Spider-Man - L'Uomo Ragno - serie animata, episodio 1x04 (1994)
- Il magico sogno di Annabelle (Annabelle's Dream), regia di Roy Wilson (1997)
- King of the Hill - serie animata, episodio 11x10 (2007)

## Doppiatrici italiane
Nelle versioni in italiano dei suoi lavori, Rue McClanahan è stata doppiata da:
- Germana Dominici in Maude, Colombo
- Aurora Cancian in Cuori senza età[2] (ep. 6.24-25, s.7, ridopp. ep. 4x15), Cuori al Golden Palace[3]
- Lorenza Biella ne L'amore travolgente di Margaret Mitchell, Amori e dissapori[4]
- Alina Moradei in Love Boat (ep. 2x13)
- Manuela Andrei in Cuori senza età (s.1-6)
- Cristina Grado ne La signora in giallo[5]
- Daniela Gatti ne L'uomo dall'abito marrone
- Paila Pavese ne L'uomo dall'abito marrone (ridoppiaggio)
- Paola Giannetti in Incantesimo in soffitta

Da doppiatrice è stata sostituita da:
- Antonella Baldini ne Il magico sogno di Annabelle

## Premi e riconoscimenti
- Primetime Emmy Awards
  - 1987 - Migliore attrice protagonista in una serie commedia - Cuori senza età (The Golden Girls)